# 아차팔라야강

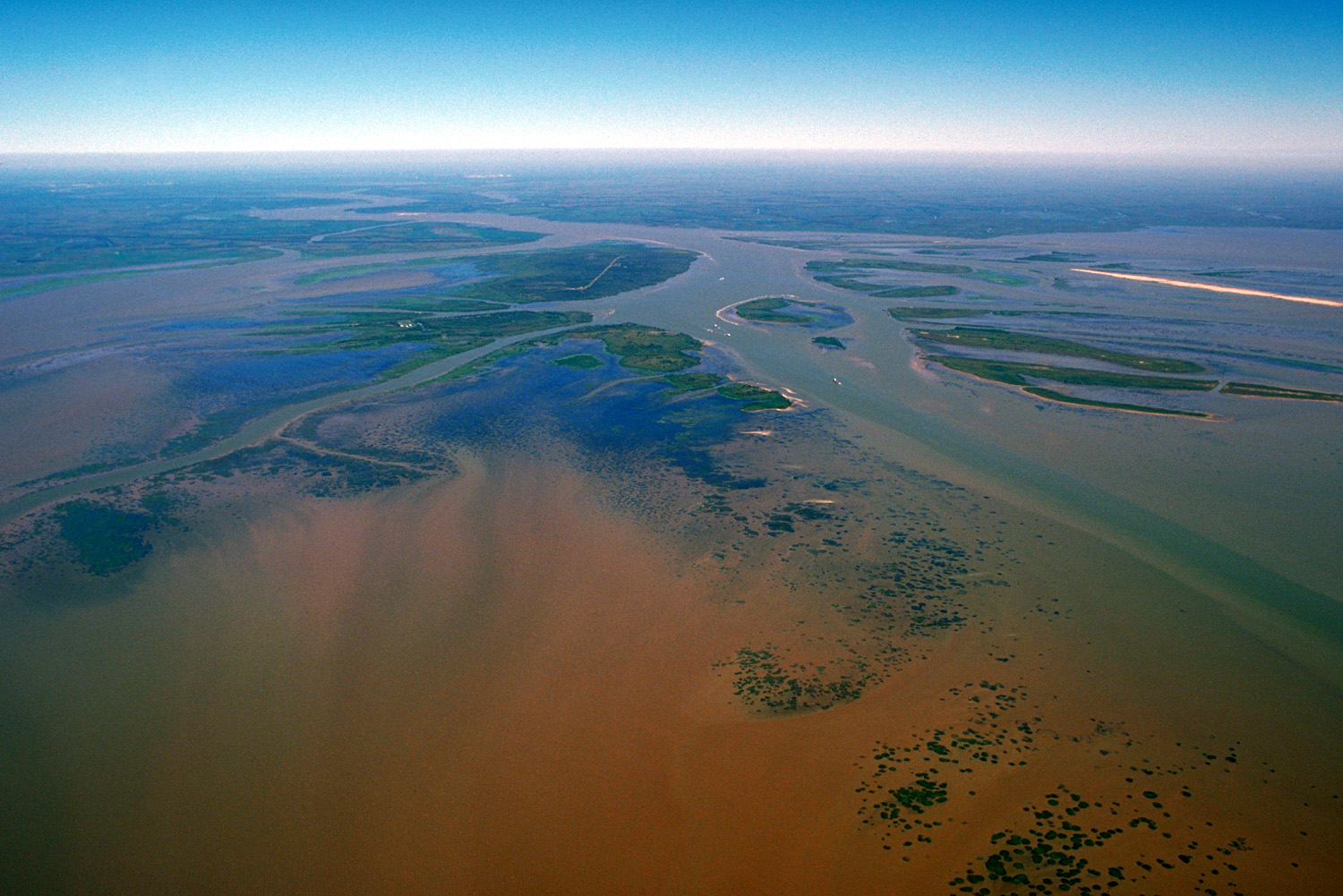
아차팔라야강 삼각주

아차팔라야강은 미국 루이지애나주에 있는 강으로 길이는 170km이다. 수원은 미시시피강과 레드강이고 멕시코만으로 흐른다.

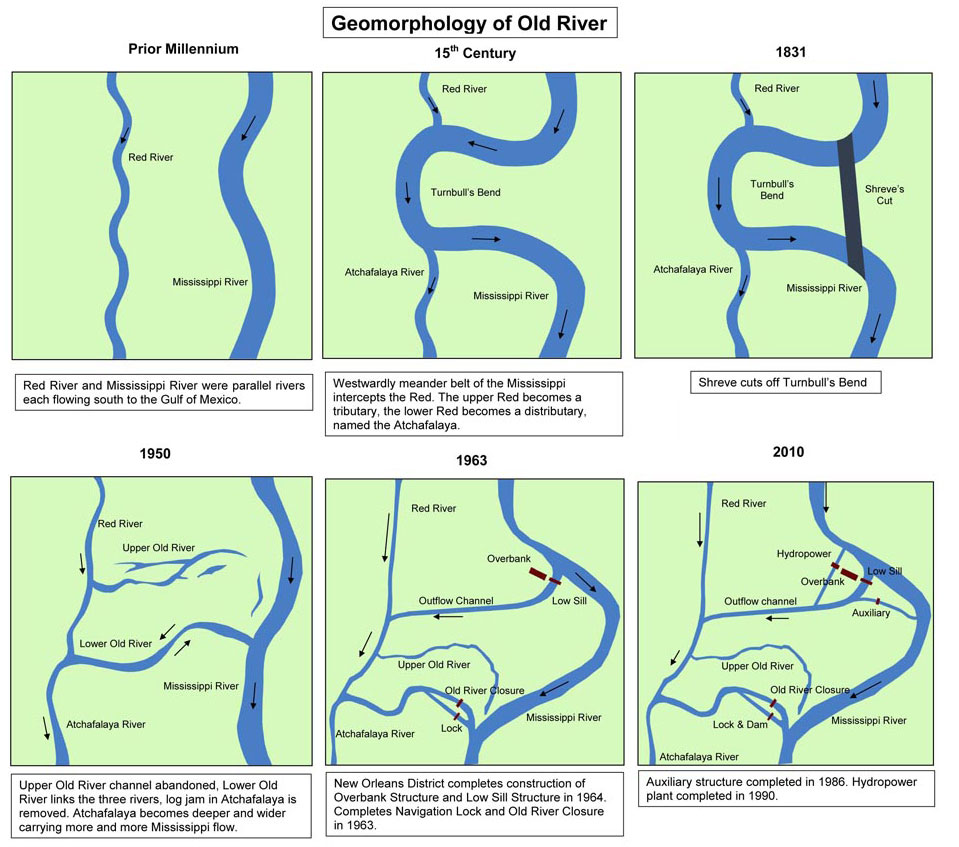
Formation of the Atchafalaya River and construction of the Old River Control Structure.

미시시피강의 홍수때 물길을 인구가 많은 뉴올리언스로 흐르지 않고 아차팔라야로 돌리기 위한 수로가 미시시피강이 아차팔라야와 갈라진 뒤 하류에 위치한 모간자에 있다. 이 방수로가 가동될 때 아차팔라야 강 하구는 심각한 홍수 피해를 입게된다.
2011년 5월 14일 미국 육군공병단은 루이지애나 북부 도시 모간자에 있는 모간자 방수로를 열어 홍수로 불어난 미시시피강의 강물을 아차팔라야 강으로 돌려 모건시티와 후마 등 인구가 적은 농촌 지역을 침수시켰다.
모간자 방수로 문이 열리면서 강물이 아차팔라야강을 따라 흐르기 시작했고, 인구 5만 명이 살고 있던 삶의 터전과 1만2000km2의 농경지 침수는 불가피한 상황이다. 미군 육군공병대가 방수로 수문을 차례로 열고 있으며 수위를 조절하며 추가로 수문을 열지 검토하고 있다.

## 같이 보기
- 미시시피강 삼각주